# Nglanjuk
Nglanjuk is een bestuurslaag in het regentschap Blora van de provincie Midden-Java, Indonesië. Nglanjuk telt 2145 inwoners (volkstelling 2010).